# Bathyplectes carthaginiensis
Bathyplectes carthaginiensis är en stekelart som först beskrevs av Smits van Burgst 1913.  Bathyplectes carthaginiensis ingår i släktet Bathyplectes och familjen brokparasitsteklar. Inga underarter finns listade.